# Алекс (Горња Савоја)
Алекс (фр. Alex) насеље је и општина у источној Француској у региону Рона-Алпи, у департману Горња Савоја која припада префектури Annecy.
По подацима из 2011. године у општини је живело 993 становника, а густина насељености је износила 58,34 становника/km². Општина се простире на површини од 17,02 km². Налази се на средњој надморској висини од 592 метара (максималној 1.852 m, а минималној 516 m).

## Демографија
| 1962. | 1968. | 1975. | 1982. | 1990. | 1999. | 2011. |
| ----- | ----- | ----- | ----- | ----- | ----- | ----- |
| 261   | 246   | 268   | 429   | 574   | 792   | 993   |

График промене броја становника у току последњих година